# Heiligen-Geist-Hospital (Rostock)
Das Rostocker Heiligen-Geist-Hospital war eine mildtätige Institution, die im Rostock des Mittelalters und der frühen Neuzeit existierte. Ähnlich anderen mittelalterlichen Hospitälern war es Wohn- und Pflegestätte für Bedürftige einerseits und Altenheim für kinderlose Vermögendere andererseits. Ein zweites Rostocker Hospital, das St.-Georg-Hospital, befand sich außerhalb der Stadtmauer, da in ihm auch Aussätzige betreut wurden. Das Rostocker Hospital zum Heiligen Geist war fast so alt wie die Hansestadt selbst und existierte bis in das 18. Jahrhundert.

## Lage und Geschichte

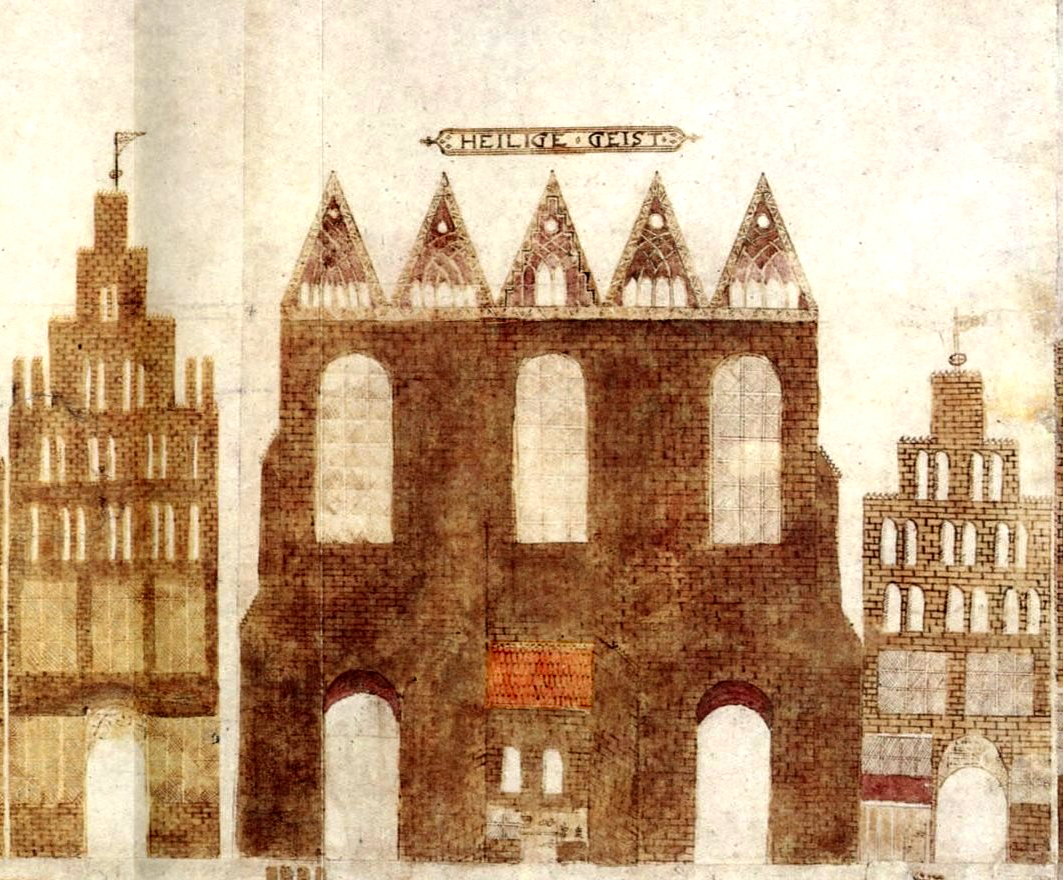
Die 1818 abgerissene Hospitalkirche auf der Vicke-Schorler-Rolle

Das Heiligen-Geist-Hospital ist für das Jahr 1260 zum ersten Mal bezeugt. Sein erster Standort war an einer nicht näher überlieferten Stelle in der historischen Rostocker Altstadt, also des Gebietes um die Kirchen St. Petri und St. Nikolai. Nachdem die ursprünglichen Gebäude 1264 durch einen Brand vernichtet wurden, siedelte sich das Hospital am östlichen Ende der Neustadt, zwischen Eselföterstraße und Fauler Grube, neu an. Die dafür benötigten Mittel wurden unter anderem durch den Handel mit Ablässen beschafft. Am 28. September 1270 erfolgte durch den Schweriner Weihbischof Ludolf von Schladen eine Ablaßverleihung für Gewährung von milden Gaben an das Heiligen-Geist-Hospital. Nach einem erneuten Brand im Jahre 1297 entstand in der Folgezeit ein ausgedehnter Gebäudekomplex, der nahezu das gesamte Geviert zwischen Eselföterstraße und Fauler Grube sowie Langer Straße und Hopfenmarkt einnahm. Durch Schenkungen und Vermächtnisse wohlhabender Rostocker Bürger wurde das Hospital vermögend und erwarb umfangreiche Ländereien im Umland, beispielsweise die Dörfer Groß Klein, Niendorf und Bramow.
Im Nordabschnitt des Hospitals existierten zwei Wirtschaftshöfe, welche von kleinen Buden begrenzt wurden. Dieses Areal stellt den heutigen Heiliggeisthof dar. Südlich davon schloss sich das Siechenhaus an.
Das markanteste Bauwerk war die Hospitalkirche, die am Hopfenmarkt (heute Kröpeliner Straße) Ecke Faule Grube stand. Sie war eine fünfschiffige Hallenkirche, und die Giebel eines jeden Kirchenschiffes war dem Hopfenmarkt zugewandt, sodass eine einheitliche Giebelfront entstand.
Während nach der Reformation die Kirche verfiel, wurden die Buden im Nordabschnitt während des 18. und des 19. Jahrhunderts neu errichtet. Diese Gebäude flankieren heute den idyllischen Heiliggeisthof. Westlich an die Hospitalkirche schloss sich ein spätgotisches Giebelhaus an, das heute das Hauptgebäude der Stadtbibliothek beherbergt. Es ist unsicher, ob es in das Heiligen-Geist-Hospital eingebunden war.
Die baufällig gewordene Hospitalkirche wurde 1818 abgerissen. Auf dem Grundstück errichtete Friedrich Behm 1819 ein klassizistisches Geschäftshaus für seine Universitätsbuchdruckerei (heute Kröpeliner Straße 85).

## Soziale Einrichtung

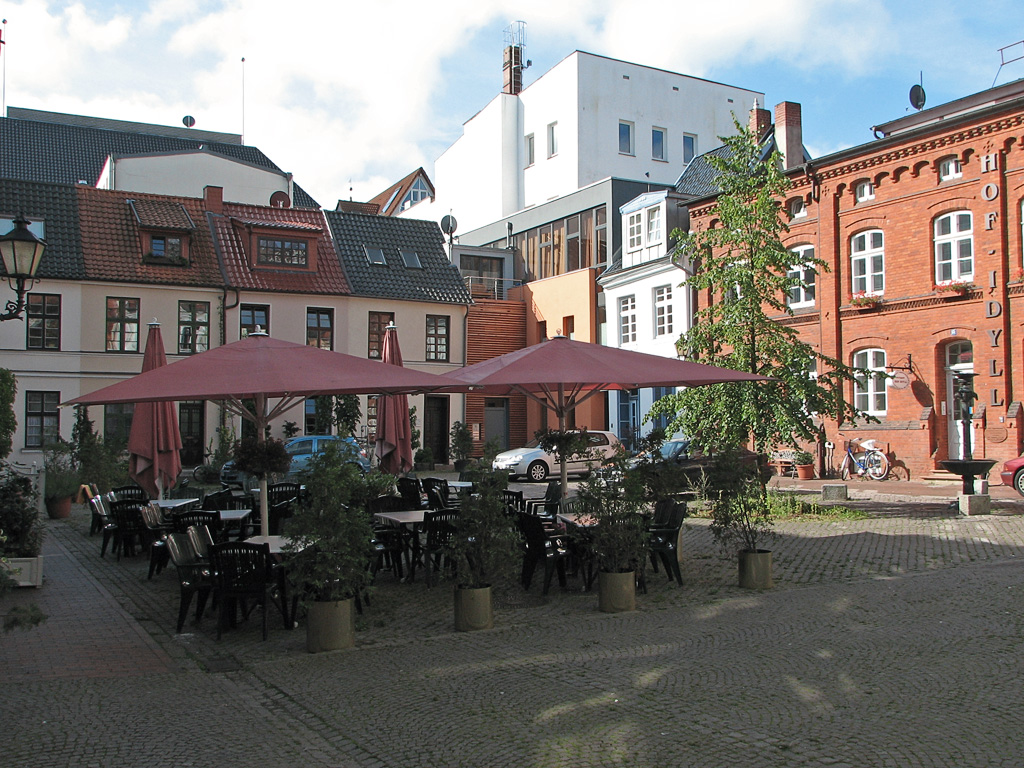
Heiligengeisthof 2005

Dem christlichen Gebot der Nächstenliebe folgend, wurden im Heiligen-Geist-Hospital insbesondere Menschen versorgt, die entweder mittellos waren, oder um die sich niemand sonst hätte kümmern können, also Arme, Kranke, alte Menschen und verlassene Kinder. Im Hospital wurden auch mittellose Fremde aufgenommen. Da bedürftige und kranke Menschen im Mittelalter allerorts auf den Straßen zu sehen waren, war die Notwendigkeit mildtätiger Stiftungen für jedermann ersichtlich. Deshalb wurden soziale Einrichtungen wie Hospitäler oder Klöster sehr oft in den Legaten wohlhabender Bürger bedacht.
Andererseits bot das Heilig-Geist-Hospital auch familienlosen Personen oder kinderlosen Ehepaaren die Möglichkeit, im Alter oder bei Krankheiten im Hospital versorgt zu werden. Dieses Privileg, Präbende genannt, konnte einerseits durch eine großzügige Geldzuwendung an das Hospital erworben werden. Die andere Möglichkeit, dieses Vorrecht zu erlangen, bestand darin, selbst über Jahre pflegerisch tätig zu sein. Diejenigen, die diese Präbende innehatten – Männer und Frauen – bildeten die Bruderschaft des Heilig-Geist-Hospitals.